# Moda (statistica)

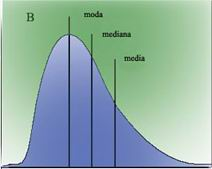
Una funzione di distribuzione con evidenziate la moda, la mediana e la media

In statistica, la moda (o norma) di una distribuzione di frequenza X è la modalità (o la classe di modalità) caratterizzata dalla massima frequenza e viene spesso rappresentata con la simbologia ν0. In altre parole, è il valore che compare più frequentemente.
Una distribuzione è unimodale se ammette un solo valore modale, è bimodale se ne ammette due (ossia: se esistono due valori che compaiono entrambi con la frequenza massima nella data distribuzione), trimodale se ne ha tre, ecc. 
La presenza di due (o più) mode all'interno di un collettivo potrebbe essere sintomo della non omogeneità del collettivo stesso: potrebbero cioè esistere al suo interno due (o più) sottogruppi omogenei al loro interno, ma distinti l'uno dall'altro per un'ulteriore caratteristica rispetto a quella osservata. 
Se le classi hanno la stessa ampiezza, per determinare la classe modale si può ricorrere all'istogramma, individuando l'intervallo di altezza massima, ovvero il punto di massimo della curva.
La classe con la maggiore densità media (che corrisponde all'altezza dell'istogramma) è quella modale.

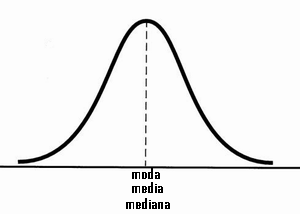
Nella gaussiana i tre valori coincidono

Nel caso particolare della distribuzione normale, detta anche gaussiana, la moda coincide con la media e la mediana.
Indicando con {\displaystyle n(x_{i},x_{i+1})} il numero di elementi che cadono nella classe {\displaystyle (x_{i},x_{i+1})}, l'altezza {\displaystyle h(i,i+1)} sarà data da:
{\displaystyle \ h(i,i+1)={\frac {\ n(x_{i},x_{i+1})}{x_{i+1}-x_{i}}}}
L'utilità della moda risiede nell'essere l'unico degli indici di tendenza centrale in grado di sintetizzare caratteri qualitativi su scala nominale.